# ریور بلاف (کنتاکی)
ریور بلاف (به انگلیسی: River Bluff) شهری در ایالت کنتاکی کشور ایالات متحده آمریکا است که جمعیت آن در سرشماری سال ۲۰۱۰ میلادی، ۴۰۳ نفر بوده‌است.